# Everly Carganilla
Everly Carganilla, född 20 maj 2014 i Kalifornien, är en amerikansk barnskådespelare.
Carganilla har bland annat medverkat i TV-serien The Afterparty. Hon har även medverkat i filmerna Ja-dagen och Spy Kids: Armageddon.

## Filmografi (i urval)
- 2021 – The Chair (TV-serie)
- 2021 – Ja-dagen
- 2022 – The Afterparty (TV-serie)
- 2023 – Spy Kids: Armageddon